# Europejski Fundusz Rolny na rzecz Rozwoju Obszarów Wiejskich

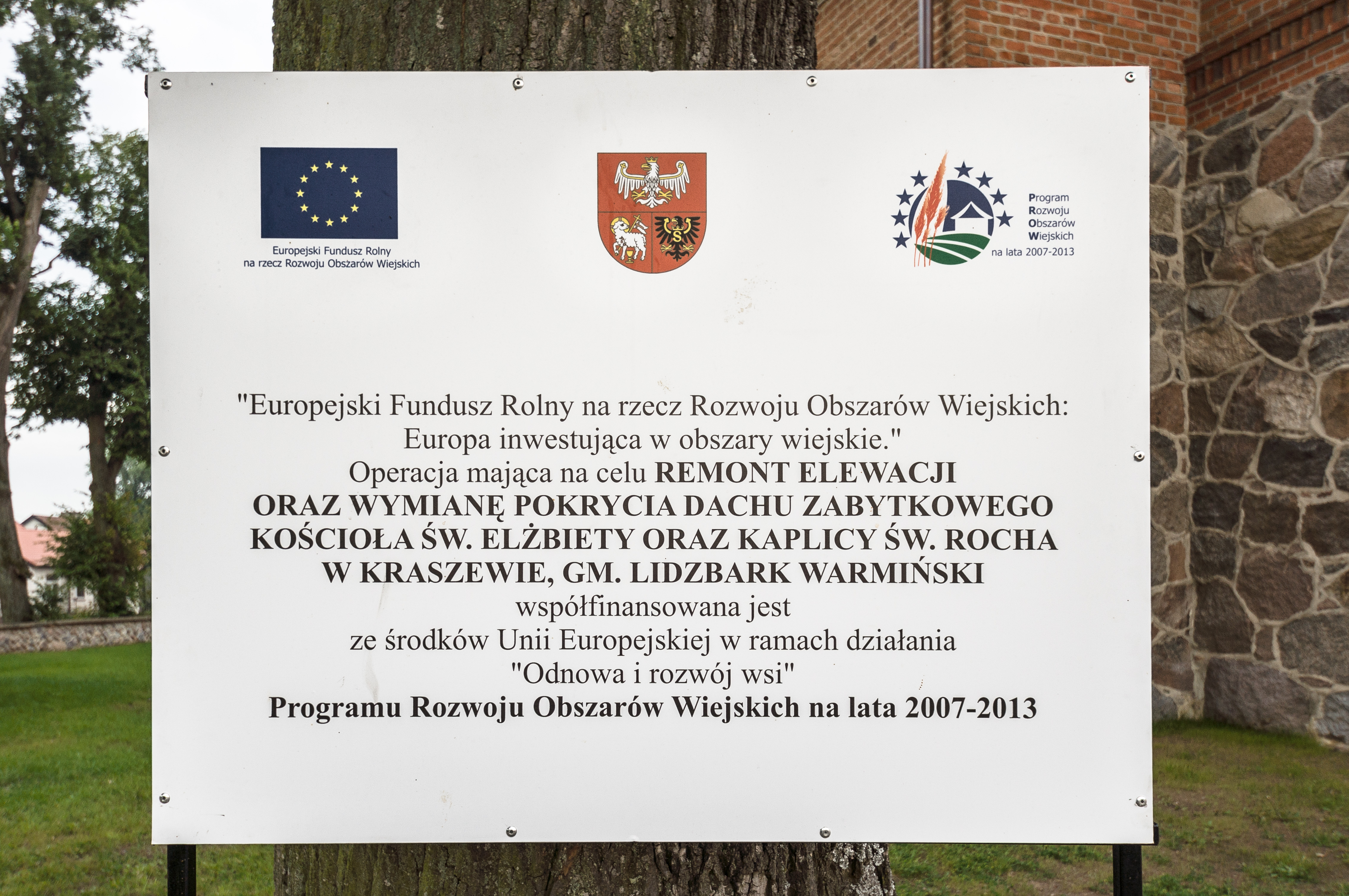
Tablica informacyjna dotycząca remontu zabytkowego kościoła św. Elżbiety w Kraszewie, współfinansowanego przez Europejski Fundusz Rolny na rzecz Rozwoju Obszarów Wiejskich.

Europejski Fundusz Rolny na rzecz Rozwoju Obszarów Wiejskich (EFRROW) (ang. European Agricultural Fund for Rural Development, EAFRD) − jeden z pięciu europejskich funduszy strukturalnych i inwestycyjnych Unii Europejskiej, wspierający realizację wspólnej polityki rolnej Unii Europejskiej na lata 2007-2013. Zadaniem funkcjonowania funduszu jest stworzenie możliwości ukierunkowania środków finansowych pochodzących z budżetu wspólnotowego na wzrost gospodarczy, tworzenie miejsc pracy oraz  zrównoważony rozwój obszarów wiejskich.
Sześć strategicznych wytycznych wspólnej polityki rolnej to:
- poprawa konkurencyjności sektorów rolnictwa i leśnictwa,
- poprawa stanu środowiska naturalnego i terenów wiejskich,
- poprawa jakości życia na obszarach wiejskich i promowanie dywersyfikacji,
- budowanie lokalnych zdolności zatrudnienia i dywersyfikacji,
- realizacja priorytetów za pomocą programów,
- uzupełnianie się instrumentów wspólnotowych.

Według założeń programowych, w Polsce − w latach 2007-2013 − realizowany ma być model wielofunkcyjnego rozwoju wsi, wynikający z realizowanej przez Wspólnotę polityki niwelowania różnic rozwojowych między poszczególnymi regionami Unii Europejskiej.